# Galiteuthis
Galiteuthis Joubin, 1898 è un genere di molluschi cefalopodi appartenente alla famiglia Cranchiidae.

## Descrizione
In Galiteuthis il mantello si presenta allungato, di forma conica, cosparso di tubercoli cartilaginei rotondeggianti e terminante con una lunga coda che contiene la punta del gladio. Le pinne, piccole nei giovanili, diventano piuttosto grandi negli adulti, hanno forma lanceolata e nella parte posteriore formano uno stretto bordo sul prolungamento della coda. Gli occhi sono grandi e sporgenti, diretti anteriormente; nella parte ventrale degli occhi sono presenti due fotofori di cui il posteriore più grande e a forma di mezzaluna. Le braccia sono corte e prive sia di uncini che di fotofori. I tentacoli sono brevi o di media lunghezza, con clava tentacolare corta e poco espansa; sul carpo, la parte prossimale della clava, le ventose sono biseriate, sulla mano, la parte mediana della clava, sono presenti da 4 a 8 serie mediane di ventose che nell'adulto si trasformano in robusti uncini. Due serie di ventose sono presenti sulla parte distale dello stelo tentacolare.
Sono dei Cranchiidae piuttosto grandi, sono riportate misure fino a 2 metri di lunghezza totale.

## Distribuzione e habitat
Il genere ha distribuzione cosmopolita con l'eccezione dei mari artici. G. armata è presente nel mar Mediterraneo.
Le paralarve e i giovanili si trovano in acque poco profnde o in superficie mentre gli adulti vivono in profondità fino a oltre 1500 metri. Sono animali strettamente pelagici.

## Tassonomia
Il genere comprende 5 specie::
- Galiteuthis armata Joubin, 1898
- Galiteuthis glacialis (Chun, 1906)
- Galiteuthis pacifica (Robson, 1948)
- Galiteuthis phyllura Berry, 1911
- Galiteuthis suhmi (Hoyle, 1886)